# Комиски, Чарльз
Чарльз Альберт Комиски (англ. Charles Albert Comiskey, 15 августа 1859 — 26 октября 1931) — американский бейсболист, менеджер, основатель и владелец клуба «Чикаго Уайт Сокс». Один из основателей Американской лиги. Член Национального бейсбольного Зала славы с 1939 года.

## Биография

### Ранние годы
Родился 15 августа 1859 года в Чикаго в семье политика Джона Комиски. В бейсбол начал играть в колледже в Сент-Мэрис, Канзас. Затем играл за несколько команд в Чикаго, также работая помощником сантехника и рабочим на стройке.

### Игрок и менеджер
Профессиональную карьеру начал в амплуа питчера, но позднее начал играть на первой базе из-за проблем с рукой. В 1882 году в составе «Сент-Луис Браун Стокингс» начал выступать в играх Американской ассоциации, главной на тот момент бейсбольной лиге. Помимо выступлений за команду, являлся также её менеджером. Под руководством Комиски команда четыре раза подряд (с 1885 по 1888 год) выиграла чемпионат. 
В 1890 году провёл сезон в качестве игрока и менеджера команды «Чикаго Пайрэтс», после чего вернулся в «Сент-Луис».
С 1892 по 1894 год был игроком и менеджером «Цинциннати Редс», выступавших в Национальной лиге.

### Функционер
В 1894 году завершил карьеру игрока и приобрёл клуб Западной лиги, базирующийся в Су-Сити, Айова, после чего перевёз команду в Сент-Пол, Миннесота. 
На протяжении пяти лет команда выступала как «Сент-Пол Сейнтс», а затем переехала в Чикаго, где уже имелась команда Национальной лиги «Чикаго Кабс». Под названием «Чикаго Уайт Стокингс» клуб вошёл в состав Американской лиги, которая с сезона 1901 года стала одной из двух главных бейсбольных лиг в США.
Комиски оставался владельцем «Уайт Сокс» до своей смерти в 1931 году. 
В 1910 году команда получила новый стадион «Комиски Парк», прослуживший до 1990 года. 
Под его управлением Уайт Сокс пять раз стали победителями Американской лиги, а в 1906 и 1917 годах выиграли Мировую серию. 
Репутация Комиски пострадала во время скандала вокруг Мировой серии 1919 года и умышленными ошибками игроков «Уайт Сокс» в играх против «Цинциннати Редс». Позднее игроки «Чикаго» объясняли свой поступок низким уровнем заработной платы в команде и скупостью владельца клуба. 
В 1920 году комиссар MLB Кенисо Маунтин Лэндис объявил о дисквалификации участников сговора. Комиски поддержал это решение, несмотря на то что его команда лишилась ряда ведущих игроков и выпала из числа сильнейших команд Лиги.
Умер в 1931 году в Висконсине. Его наследники входили в число владельцев и акционеров команды до 1962 года.